# Футбольная ассоциация Таиланда
Футбольная ассоциация Таиланда (тайск. สมาคมฟุตบอลแห่งประเทศไทย ในพระบรมราชูปถัมภ์) — таиландская организация, занимается организацией национального чемпионата, сборных страны, поддержкой, развитием и популяризацией всего футбола в стране. Штаб-квартира находится в Бангкоке. Образована в 1916 году, вступила в ФИФА в 1925 году. На протяжении последних нескольких лет переживает кризис.